# Samuel Morris
Samuel Alfredo Morris de Olea (Manila, Capitanía General de Filipinas; 1870 - Barcelona, España; 23 de agosto de 1935), conocido como Samuel Morris o Morris I, fue un deportista hispano-filipino de nacimiento y de ascendencia inglesa, de quien adoptó su nacionalidad británica. Fue uno de los pioneros en la práctica del fútbol en Barcelona y España, junto a sus hermanos Henry y J. Morris. 

## Trayectoria
Nacido en Binondo, cuando las Filipinas eran una provincia española, fue el primogénito del matrimonio formado por dos emigrantes: el empresario e ingeniero inglés Samuel James Morris Campbell y la española María del Socorro de Olea y Marabea. En 1886 los Morris dejaron Filipinas y se establecieron en Barcelona, España, donde el padre había sido destinado para dirigir las compañías Barcelona Tramways Company Limited y Sociedad del Tranvía de Barcelona, Ensanche y Gracia.

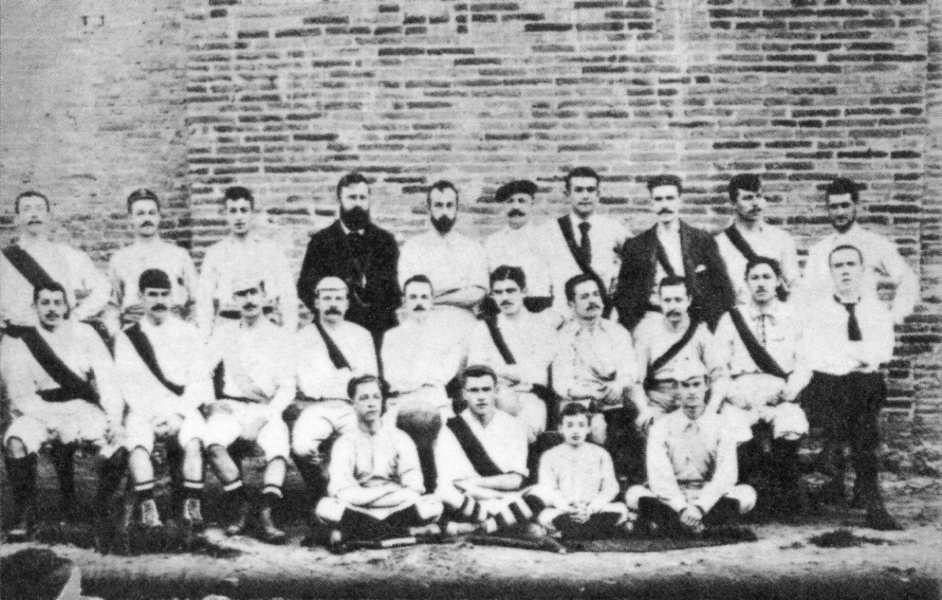
Samuel Morris (de pie, segundo por la izquierda) aparece en la foto más antigua de un equipo de fútbol de España, junto a su padre (con boina) y su hermano Miguel (el niño sentado).

En los terrenos colindantes al Hipódromo de Can Tunis James Morris enseñó a sus hijos Samuel, Enrique (Henry) y Júnior a jugar al fútbol, un deporte que por entonces era casi desconocido en Barcelona. A principios de los años 1890 los Morris, padre e hijos, junto a otros miembros del British Club, participaron en los primeros partidos organizados en Barcelona de los que se tiene constancia, que dieron origen a la Sociedad de Foot-ball de Barcelona, el primer club de fútbol creado en la ciudad.
En 1900 los Morris participaron en la fundación el Hispania Athletic Club, también en la ciudad condal. Samuel Morris se convirtió en portero titular y capitán del equipo encarnado, que en 1901 conquistó la Copa Macaya, la primera competición futbolística oficial disputada en España y antecedente del Campeonato de Cataluña.
En 1902 los tres hermanos Morris reforzaron el FC Barcelona en su participación en la Copa de la Coronación, el primer campeonato de ámbito nacional disputado en España y precedente de la actual Copa del Rey. Samuel Morris fue el portero titular en final, que los azulgrana perdieron contra el Bizcaya. El mayor de los Morris era también considerado uno de los mejores árbitros de su época, y pitó una de las semifinales de dicho torneo. Tras este paréntesis, siguió defendiendo la meta del Hispania AC hasta 1903, cuando el equipo se disolvió por falta de jugadores.
Como era habitual en los «sportsmen» de su época, Samuel Morris practicó múltiples deportes, además del fútbol, como el atletismo, el ciclismo, el rugby, el tenis, el hockey o los juegos de pelota, fundando en 1906 la Sociedad de Sport Vasco de Barcelona. Fue también un destacado jugador de críquet; fundó con su padre el Barcelona Cricket Club y entre 1913 y 1914 impulsó la sección de críquet del FC Barcelona.